# 2008年メキシコ内務省チャーター機墜落事故
2008年メキシコ内務省チャーター機墜落事故（2008ねんメキシコないむしょうチャーターきついらくじこ）は、2008年11月4日にメキシコで発生した航空事故である。サン・ルイス・ポトシ国際空港からメキシコシティ国際空港へ向かっていたメキシコ内務省のチャーター機（リアジェット45）が着陸進入中にメキシコシティの市街地に墜落した。乗員乗客9人全員と地上の7人が死亡した。犠牲者にはメキシコ内務長官のフアン・カミロ・モウリーニョが含まれていた。

## 事故機
事故機のリアジェット45（XC-VMC）は2000年に製造番号45-028として製造された。総飛行時間は2,486時間で、2,215サイクルの経験があった。

## 事故の経緯

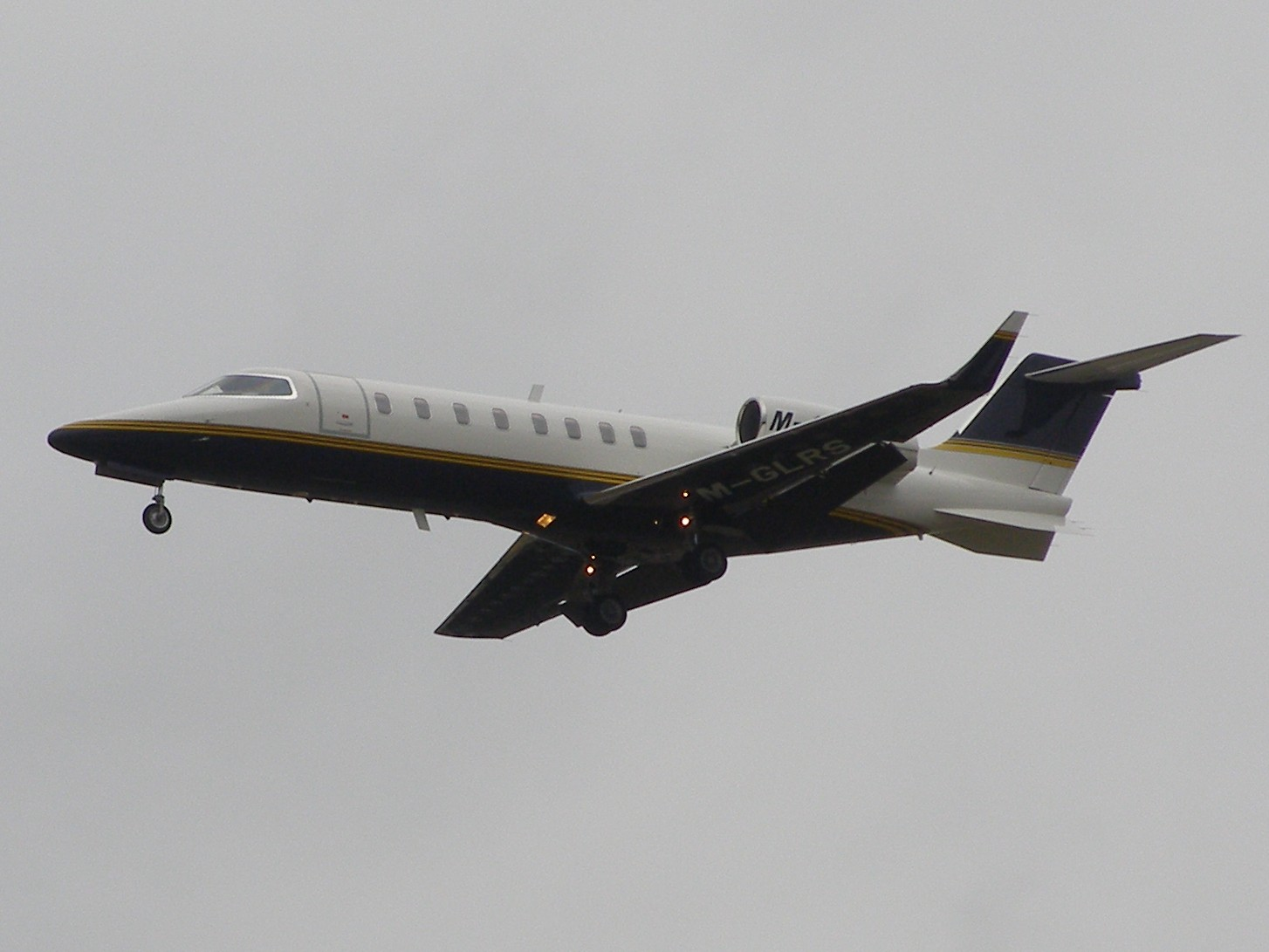
同型機のリアジェット45

事故機はメキシコ内務省がチャーターした便で、サン・ルイス・ポトシのサン・ルイス・ポトシ国際空港からメキシコシティ国際空港へ向かっていた。
下記は墜落した機体の中から発見されたCVRの会話の一部の記録内容である。
| 時間         | 発言者       | 発言内容                               |
| ------------ | ------------ | -------------------------------------- |
| 18時46分18秒 | 不明         | 何だこの乱気流は？                     |
|              | 副機長       | どうした、モティ(機長)？               |
|              | 機長         | アルバロ(副操縦士)！どうするアルバロ！ |
|              | 副操縦士     | 私がやる私がやる私がやる！             |
|              | 機長         | アルバロ、頼む                         |
|              | 機長         | ああ畜生！アルバロ！                   |
|              | 副操縦士     | 神よ！                                 |
|              | 不明         | ああっ！                               |
| 18時46分23秒 | 《録音終了》 | 《録音終了》                           |

18時04分、リアジェット45はサン・ルイス・ポトシ国際空港を離陸した。18時40分、管制官はパイロットに滑走路05RへのILS / DME進入を許可した。リアジェット45の前方にはメキシカーナ航空1692便（ボーイング767-300）が飛行していた。18時42分、1692便はメテオVORを対地速度224ノット (415 km/h)で通過した。一方、リアジェット45は18時44分にメテオVORを262ノット (485 km/h)で通過した。この時点で、1692便とリアジェット45の距離は約5.7NMであった。18時46分、リアジェット45は1692便の後方3.8NMまで接近し、後方乱気流に巻き込まれた。そのため機体の制御が失われ、リアジェット45は急降下した。そのまま機体は金融街に墜落し、炎上した。運輸長官のルイス・テレスは搭乗者は全員死亡したと述べた。また、墜落は破壊行為などによるものではないと発言した。
この事故により複数の車両と屋台が炎上し、地上で7人が死亡し、40人が負傷した。また、残骸の周りには遺体の一部が散乱していた。

## 政府の反応
事故の死者にはメキシコ内務長官のフアン・カミロ・モウリーニョが含まれていた。

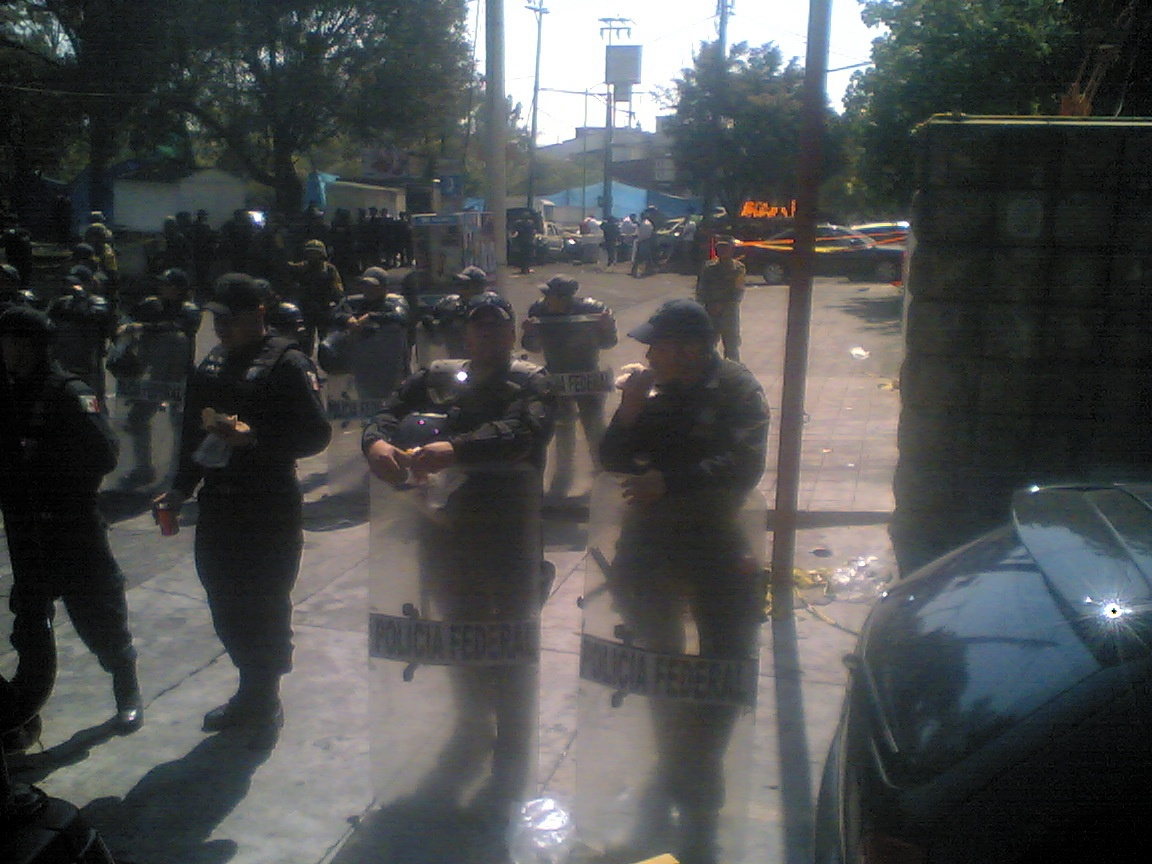
事故翌日の墜落現場

メキシコのフェリペ・カルデロン大統領は国営テレビで演説を行った。大統領はモウリーニョの家族へ哀悼の意を示し、モウリーニョはメキシコをより良い国にするため奮闘したと述べた。また、大統領はどんな困難や苦痛があってもメキシコをより良い国へしていくため戦い続けると言った。

## 事故調査
調査からリアジェット45が前方を飛行するボーイング767に接近しすぎ、後方乱気流に巻き込まれたことが判明した。小型機は大型機の後方、5海里（9.3km）までの接近が許容されているが、リアジェットは4.1海里（7.6km）まで接近していた。

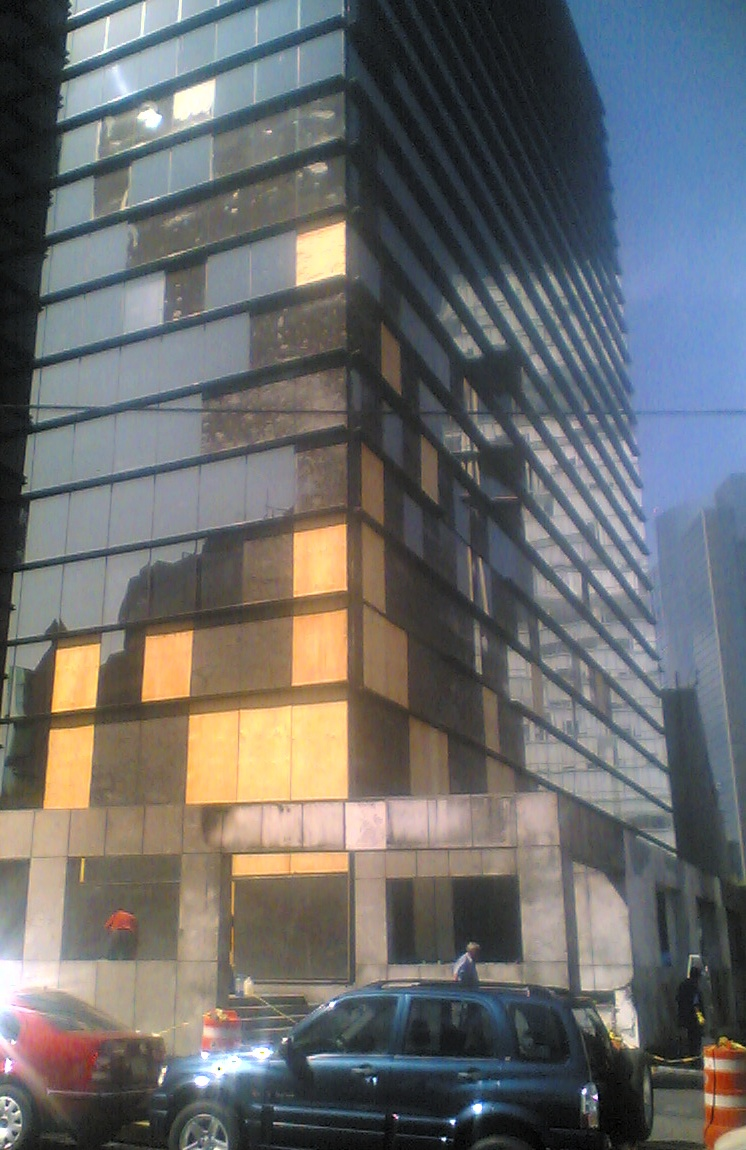
墜落から2週間後の現場

最終報告書では機体が後方乱気流に巻き込まれパイロットが制御を失ったことが墜落原因であると推定された。また、パイロットがリアジェットの適切な訓練を受けていなかったこと、パイロットによる減速が遅れたこと、管制官が早すぎる進入速度を訂正しなかったことなども事故の要因となった。

## 映像化
- メーデー!:航空機事故の真実と真相 第12シーズン第8話「Inner City Carnage」